# Vicepresidenti della Repubblica di Cina
Elenco dei vicepresidenti della Repubblica di Cina (1912-1949) e di Taiwan (dal 1949, dopo la guerra civile).

## Elenco

### Vicepresidenti del governo provvisorio
- Li Yuanhong (1º gennaio 1912 - 10 ottobre 1913)

### Vicepresidenti del governo Beiyang
- Li Yuanhong (10 ottobre 1913 - 6 giugno 1916)

- Feng Guozhang (6 giugno 1916 - 17 luglio 1917)

### Vicepresidenti dopo la Costituzione del 1947
- Li Zongren (20 maggio 1948 - 12 marzo 1954)

Carica vacante 12 marzo - 19 maggio 1954
- Chen Cheng (20 maggio 1954 - 5 marzo 1965)

Carica vacante 5 marzo 1965 - 19 maggio 1966
- Yen Chia-kan (20 maggio 1966 - 5 aprile 1975)

Carica vacante 5 aprile 1975 - 19 maggio 1978
- Hsieh Tung-min (20 maggio 1978 - 19 maggio 1984)

- Lee Teng-hui (20 maggio 1984 - 13 gennaio 1988)

Carica vacante 13 gennaio 1988 - 19 maggio 1990
- Li Yuan-tsu (20 maggio 1990 - 19 maggio 1996)

### Vicepresidenti dopo l'introduzione delle elezioni libere
- Lien Chan (20 maggio 1996 - 19 maggio 2000)
- Annette Lu (20 maggio 2000 - 19 maggio 2008)
- Vincent Siew (20 maggio 2008 - 19 maggio 2012)
- Wu Den-yih (20 maggio 2012 - 19 maggio 2016)
- Chen Chien-jen (20 maggio 2016 - 19 maggio 2020)
- William Lai (20 maggio 2020 - 19 maggio 2024)
- Hsiao Bi-khim (20 maggio 2024 - in carica)